# Incident kod mosta Marka Pola
Incident kod mosta Marka Pola (kineski 盧溝橋事變; također poznat i kao 七七事變, 七七盧溝橋事變 odnosno kao Lugou qiao incident, prema kineskom imenu mosta) obično se smatra početkom Drugog japansko-kineskog rata. Na mostu preko rijeke Jongding, 15 km od središta Pekinga, 7. srpnja dolazi do incidenta između japanskih i kineskih vojnika koji prelazi u oružani sukob.

## Nazivi incidenta
Bitka je poznata pod raznim imenima:
- na Zapadu:
  - Incident na mostu Marka Pola
  - Bitka na mostu Lugou
- u Kini:
  - Incident od 7. srpnja (七七事變/七七事变 pinyin: Qīqī Shìbiàn)
  - Incident na mostu Lugou (盧溝橋事變/卢沟桥事变 Lúgōuqiáo Shìbiàn)
  - 7-7 Lugouqiao (七七盧溝橋事變/七七卢沟桥事变 Qīqī Lúgōuqiáo Shìbiàn)
- u Japanu:
  - Incident na Rokoko mostu(盧溝橋事件 Rokōkyō Jiken)

## Povod
Napetosti između Japana i Kine počele su još s Japanskom invazijom na Mandžuriju 1931. i nakon invazije uspostavljanjem nominalno nezavisne države Mandžukuo na čije čelo su kao suverena postavili Pu Jia,  zadnjeg monarha dinastije Ćing. Idućih godina Japan je nastavio osvajanje ili anektiranje i drugih područja, tako da je početkom 1937. godine kontrolirao područja sjeverno, istočno i zapadno od Pekinga. Most Marka Pola, smješten jugozapadno od Pekinga pored zidina Vanpinga (宛平鎮), bio je kontrolna postaja željezničke pruge Peking - Vuhan, jedine veze između Pekinga i južnih dijelova Kine koje je kontrolirao Čang Kai-šek. Početkom 1937. godine Japanci su tražili od Kineza da napuste Vanping i most uz obrazloženje da im je područje potrebno za gradnju aerodroma. Kinezi su to odbili, jer bi japanska kontrola Vanpinga i mosta Marko Polo u potpunosti izolirala Peking od područja na jugu koja je kontrolirao Kuomintang

## Tijek
Direktan uzrok incidenta bio je da se jedan japanski vojnik, nakon noćnih vježbi kakve nigdje drugdje nisu održavane osim ovdje, nije vratio u garnizon. Kvantunška armija, inače odgovorna za brojne druge incidente, optužila je Kineze da ga drže zatvorenim u garnizonskom dijelu Vanpinga i zahtijevala ulaz u garnizon prijeteći, da će si vojnim sredstvima izboriti ulaz. Kineska komanda je to odbila.
Obje strane uzajamno su se optuživale da su počele s napadom. No ostaje činjenica da su Japanci vojnom silom izborili ulaz. Japanci su prema svom ultimatumu u ponoć 8. srpnja otvorili topničku vatru i krenuli s tenkovima preko mosta. Uz pomoć pristiglog pojačanja, Kinezi su sljedeći dan uspjeli vratiti čitav most, na što je japanska strana ponudila pregovore.
Dva dana kasnije, nestali vojnik se vratio, a Japanci su o tome obavijestili Kineze. Kinezi su pretpostavili, da se time akcija može smatrati završenom. Japanci su obećali, da neće napadati Peking i Tianđin, ako Kuomintang preuzme sljedeće obaveze:
- Kuomintang mora obuzdati sve protujapanske pokrete i organizacije;
- Kuomintang mora preuzeti punu odgovornost za ovaj incident i
- Song Džejuan, zapovjednik 29. armije koja je branila ovo područje, mora se osobno ispričati.

General Džang Dzidzong koji je pregovarao bio je spreman prihvatiti prve dvije točke, no nije htio odlučivati u Songovo ime te je napustio pregovore. Nakon toga, Japan pokreće napad na Peking (bitka za Peking i Tianđin) čemu se Kinezi nisu mogli oduprijeti. 29. srpnja se predaje Peking, a dan kasnije i Tianđin.

## Posljedice
Japanci su nastavili napredovanje sa sjevera i juga u Kinu, a Nacionalna vlada pod Čang Kai-šekom 7. kolovoza objavljuje Japanu rat. 
Nije isključeno, da je incident bio provokacija, no općenito se smatra da nije. Prema mišljenju povjesničara, bilo je samo pitanje vremena da se dogodi nešto slično jer su na tom području bile stacionirane i japanska i kineska vojska.
Na mjestu incidenta postavljen je muzej.